# Landschaftsschutzgebiet Grünlandhänge und -plateaus um Altastenberg / Neuastenberg / Langewiese / Hoheleye / Mollseifen
Koordinaten: 51° 9′ 11,4″ N, 8° 28′ 7,5″ O

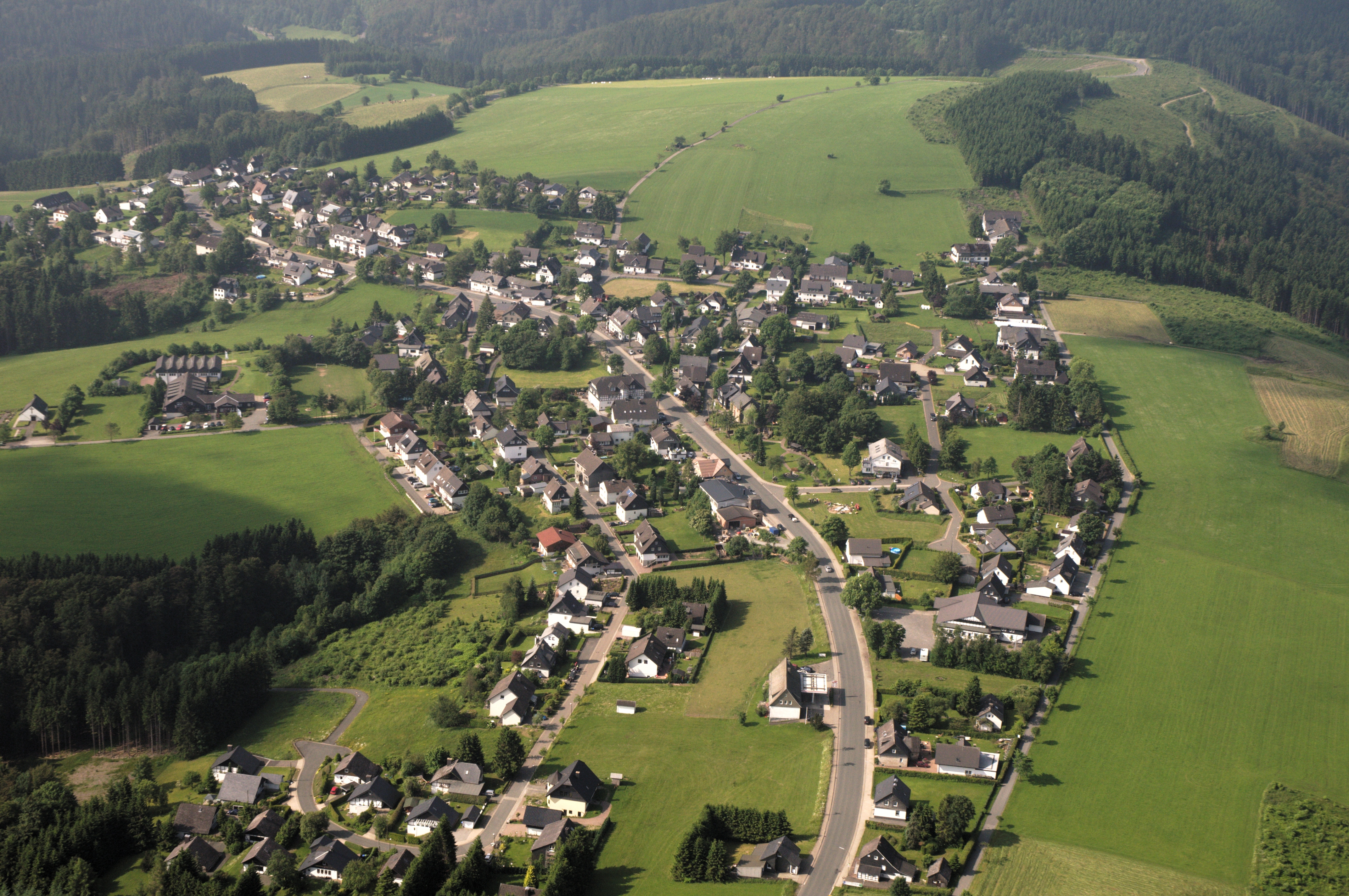
Das Grünland um Langewiese gehört zum Landschaftsschutzgebiet

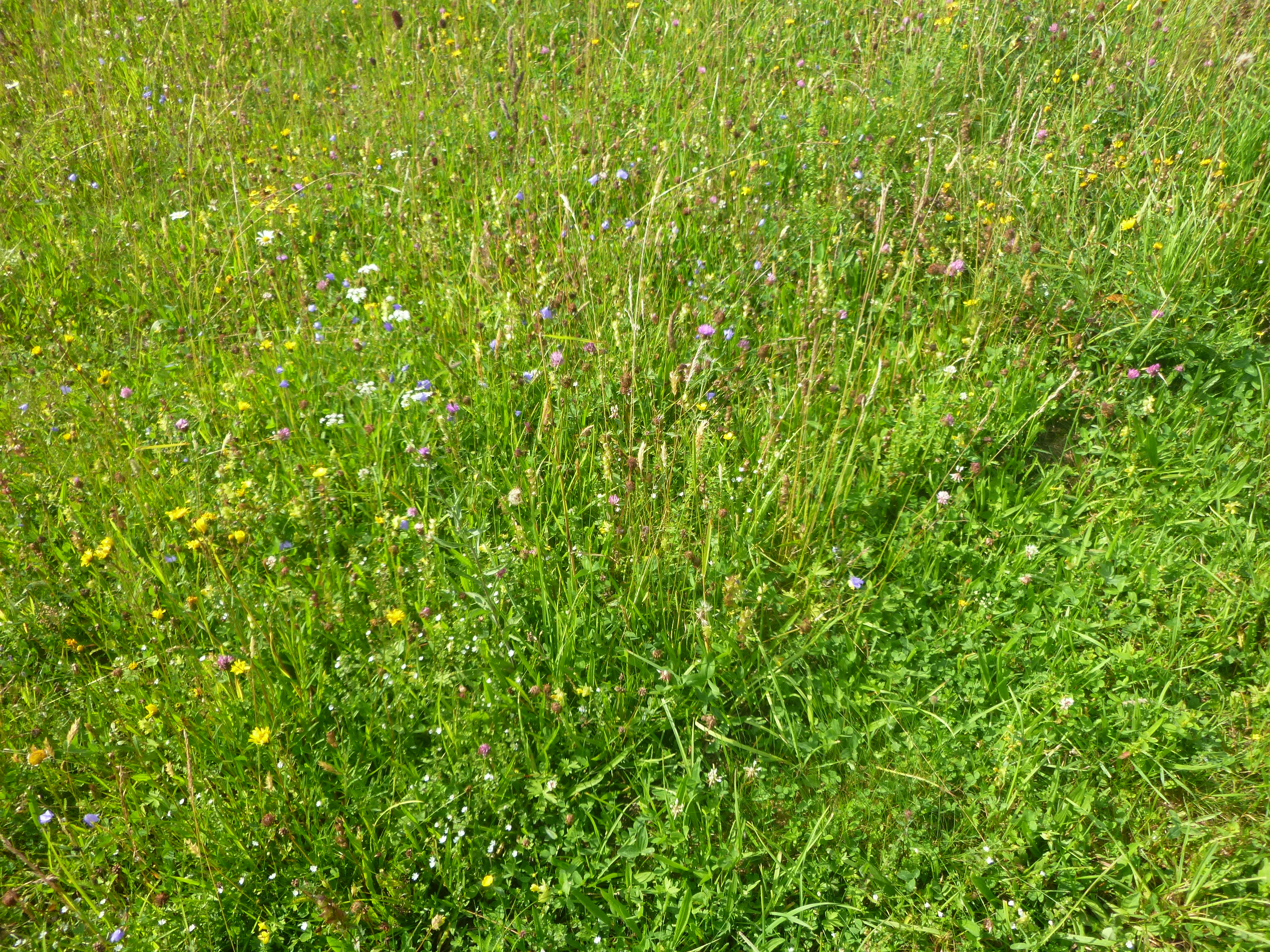
Artenreiches Grünland im Landschaftsschutzgebiet in Nahaufnahme

Das Landschaftsschutzgebiet Grünlandhänge und -plateaus um Altastenberg / Neuastenberg / Langewiese / Hoheleye / Mollseifen mit 142,37 ha Flächengröße liegt im Stadtgebiet von Winterberg. Das Gebiet wurde 2004 vom Kreistag des Hochsauerlandkreises mit dem Landschaftsplan Winterberg als Landschaftsschutzgebiet (LSG) ausgewiesen. Das LSG wurde als eines von sieben Landschaftsschutzgebieten vom Typ B Ortsrandlagen, Offenland- und Kulturlandschaftsschutz im Stadtgebiet von Winterberg ausgewiesen. Im Stadtgebiet gibt es auch ein LSG vom Typ A, Allgemeiner Landschaftsschutz und 13 vom Typ C, Wiesentäler, Schutz bedeutsamer Extensivgrünländer. Das LSG besteht aus 19 Teilflächen und grenzt direkt an Siedlungsrand von Altastenberg, Neuastenberg, Langewiese, Hoheleye und Mollseifen. Teilbereiche gehören seit 2004 zum FFH-Gebiet Bergwiesen bei Winterberg (DE 4717-305).

## Beschreibung
Das LSG besteht aus Offenlandbereichen mit Grünland. Die Flächen werden fast alle als Mähwiesen genutzt. Das LSG liegt in einer Höhenlage um 700 m über NN. Das LSG liegt bis auf die Flächen bei Altastenberg auf dem Langewiese-Rücken.

## Schutzzweck
Die Ausweisung erfolgte zur Sicherung der Vielfalt und Eigenart der Landschaft im Nahbereich der Ortslagen und der alten landwirtschaftlichen Vorranggebiete durch Offenhaltung. Ferner wegen der besonderen Bedeutung für die Erholung.

## Rechtliche Vorschriften
Wie in den anderen Landschaftsschutzgebieten im Stadtgebiet besteht im LSG ein Verbot Bauwerke zu errichten. Vom Verbot ausgenommen sind Bauvorhaben für Gartenbaubetriebe, Land- und Forstwirtschaft. Die Untere Naturschutzbehörde kann Ausnahme-Genehmigungen für Bauten aller Art erteilen. Wie in den anderen Landschaftsschutzgebieten vom Typ B in winterberg besteht im LSG ein Verbot der Erstaufforstung und Weihnachtsbaum-, Schmuckreisig- und Baumschul-Kulturen anzulegen.
Wie in allen Landschaftsplangebieten vom Typ B und Typ C im Stadtgebiet besteht das Gebot, das LSG durch landwirtschaftliche Nutzung oder durch Pflegemaßnahmen von einer Bewaldung freizuhalten.